# Schefflera capitulifera
Schefflera capitulifera är en araliaväxtart som beskrevs av Elmer Drew Merrill. Schefflera capitulifera ingår i släktet Schefflera och familjen araliaväxter. IUCN kategoriserar arten globalt som sårbar.
Artens utbredningsområde är Sumatera. Inga underarter finns listade.